# Procambridgea otwayensis
Espèce
Procambridgea otwayensis est une espèce d'araignées aranéomorphes de la famille des Stiphidiidae.

## Distribution
Cette espèce est endémique du Victoria en Australie. Elle se rencontre dans les monts Otway.

## Description
La carapace du mâle holotype mesure 2,1 mm de long et son abdomen 2,2 mm de long. La carapace de la femelle paratype mesure 2,0 mm de long et son abdomen 2,3 mm de long.

## Étymologie
Son nom d'espèce, composé de otway et du suffixe latin -ensis, « qui vit dans, qui habite », lui a été donné en référence au lieu de sa découverte, les monts Otway.

## Publication originale
- Davies & Lambkin, 2001 : A revision of Procambridgea Forster & Wilton, (Araneae: Amaurobioidea: Stiphidiidae). Memoirs of the Queensland Museum, vol. 46, p. 443-459 (texte intégral).